# Hrvatska kinematografija
Hrvatska kinematografija seže u same početke filmske umjetnosti i tehnologije. Film se na hrvatskom tlu pojavio se nešto manje od godinu dana nakon prvih pariških projekcija braće Lumière: 8. listopada 1896. u Zagrebu je održana prva filmska projekcija (u zgradi Kola gdje su oglašavali „kinematograf“ kao „Edisonov ideal“), a na repertoaru su bili upravo filmovi Lumièrovih. Prva domaća produkcijska kompanija bila je Croatia koja je 1917. proizvela prvi hrvatski igrani film Brcko u Zagrebu, Arnošta Grunda. Taj je film na žalost izgubljen, kao i sva ostala igrana ostvarenja nastala u Hrvatskoj u razdoblju između dva svjetska rata.

## Povijest hrvatske kinematografije
Tijekom Drugog svjetskog rata, u Nezavisnoj Državi Hrvatskoj, u okviru državne produkcijske kuće Hrvatski slikopis, pokreće se sustavna proizvodnja namjenskih, uglavnom ideološko-promidžbenih filmova, među kojima određene kreativne dosege postiže dugometražni dokumentarni film Straža na Drini skupine autora, nagrađen na venecijanskom festivalu. Hrvatski slikopis 1944. proizvodi i najstariji sačuvani domaći dugometražni igrani film Lisinski, o istoimenom hrvatskom skladatelju iz sredine 19. stoljeća, kojeg je režirao Oktavijan Miletić.

### Počeci hrvatskog filmskog tiska
Ivan Flod i Josip Majer prvi prekidaju s apolitičnošću hrvatskih filmskih časopisa, te donose niz kritika o njemačkom filmu, koji se po njihovom mišljenju stavlja u službu nacionalsocijalizma, oni kritiziraju i položaj Židova u njemačkom slikopisju, te donose vijesti o odlasku njemačkih glumaca i redatelja iz Njemačkog Reicha. Zagrebački Jugoslavenski film-kurir navodi u travnju 1933., da su hrvatska poduzeća namjerno bojkotirala njemačke filmove, kako publika reagira na pojavljivanje Hitlera u žurnalima, pa su vlasnici kinematografa prisiljeni takve scene izrezivati iz filmova.

## Socijalističko razdoblje
Po svršetku rata i osnivanju socijalističke Jugoslavije, u Hrvatskoj se intenzivira filmska proizvodnja, a hrvatski autor Vjekoslav Afrić u srpskoj produkciji režira Slavicu (1947.), prvi igrani film nove Jugoslavije. Partizansko-ratne tematike je i Živjeće ovaj narod (1947) Nikole Popovića, Ne okreći se, sine (1956.) Branka Bauera, a od ostalih igranih filmova iz tog razdoblja posebno se ističu Koncert (1954.) Branka Belana, Svoga tela gospodar (1957) Fedora Hanžekovića, H-8 (1958) Nikole Tanhofera, te Vlak bez voznog reda (1959) Veljka Bulajića.
Šezdesete godine, paralelno sa svjetskim strujanjima, donose prodor modernističke poetike koja se na čitavom jugoslavenskom tlu imenuje sintagmom autorski film. Tendencije su raznovrsne, a među njima se ističu: Breza (film) (1967) i Mirisi, zlato i tamjan (1971) Ante Babaje, Protest (1967) i Lov na jelene (1972) Fadila Hadžića i Lisice (1969) Krste Papića. Antun Vrdoljak filmovima Kad čuješ zvona (1969) i U gori raste zelen bor (1971) donosi novu, znatno realističniju i ideologijom neopterećenu sliku složenih ratnih zbivanja, dok se Zvonimir Berković u Rondu bavi suptilnim erotskim aspektima građanske egzistencije. Izrazito esteticistički orijentiranu varijantu modernizma nudi pak Vatroslav Mimica (Prometej s otoka Viševice, 1964; Ponedjeljak ili utorak, 1966; Kaja, ubit ću te!, 1967; Seljačka buna (1975.)). Iznimna autorska pojava je i Krešo Golik, koji sofisticiranim komedijama Imam dvije mame i dva tate (1968) i Tko pjeva zlo ne misli (1970) stječe veliku naklonost publike i kritike. Istaknuti su i autori dokumentarnog filma: Krsto Papić, Zoran Tadić, Rudolf Sremec, Mate Bogdanović, Obrad Glušćević (zapažen i kao autor igranih filmova, osobito dječjih klasika Vuk samotnjak (1972) i Kapetan Mikula Mali (1974)) te napose Branko Marjanović nizom filmova o prirodi.
Društveno-kritičko usmjerenje i propitivanje kontroverznih mjesta ratne i poratne prošlosti obilježava hrvatski igrani film sedamdesetih i osamdesetih, a najistaknutiji autori su diplomanti praške filmske akademije FAMU, Lordan Zafranović (Okupacija u 26 slika (1978), Večernja zvona) i Rajko Grlić (Samo jednom se ljubi (1981)). Osamdesetih zaokružen opus, čiji najviši doseg predstavlja Ritam zločina (1981), stvara Zoran Tadić ispreplevši socijalnokritički pristup s metafizičkom sugestijom.
Hrvatska je kinematografija u svijetu najpoznatija po Zagrebačkoj školi crtanog filma, izrasloj na modernističkim, nedisneyjevskim zasadama Vatroslava Mimice (Samac, 1958; Inspektor se vratio kući, 1959; Mala kronika, 1962), Dušana Vukotića (Koncert za mašinsku pušku (1958)), Surogat (1961), Igra (1962), ) i Vlade Kristla (Don Kihot (1961)). 
Na području eksperimentalnog filma hrvatski su filmaši, uz dosege na polju animiranog filma, postigli možda najrelevantnije kreativne rezultate u međunarodnim okvirima. Ponajprije se to odnosi na Mihovila Pansinija (Zahod; Dvorište; K-3, ili čisto nebo bez oblaka; sva tri 1963) i Tomislava Gotovca (Prijepodne jednog fauna, 1963; Pravac; Kružnica; Plavi jahač; sva tri 1964). U isto vrijeme i Ante Babaja bavi se sličnim filmskim istraživanjima, a najviši domet postiže naturalističko-modernističkim eksperimentalno-dokumentarnim filmom Tijelo (1966); Babaja se ističe i intrigantnim kratkometražnim igranim odnosno igrano-eksperimentalnim opusom čiji je vrhunac Pravda iz 1962. Od sedamdesetih godina jaka je i video-art scena čiji su vodeći autori Sanja Iveković i Dalibor Martinis.

## Moderna hrvatska kinematografija
Najpoznatija nova autorska imena su Rajko Grlić (Čaruga (1991), Karaula (2006)), Hrvoje Hribar (Puška za uspavljivanje (1997), Što je muškarac bez brkova (2005)), Zrinko Ogresta (Krhotine, 1992; Isprani (1995), ; Crvena prašina (1999), ), Lukas Nola (Rusko meso (1997), Nebo, sateliti (2000), Sami (2001)), Vinko Brešan (Kako je počeo rat na mom otoku (1996), Maršal (1999)), Ognjen Sviličić (Da mi je biti morski pas (1999), Armin (2007)), a velike nade polažu se u mladog Dalibora Matanića (Blagajnica hoće ići na more (2000), Fine mrtve djevojke, 2002) .
Poseban je slučaj hrvatskog filmaša Bore Leeja čiji su uradci vrlo popularni iako su na razini trash filma. No, pokrenuli su cijeli kreativni val takvog filma i novih autora te davši motiv za filmski festival Trash Film Festival.
Slabo poznata na svjetskoj filmskoj mapi, dominantno djelujući u relativno oskudnim produkcijskim uvjetima i na marginama međunarodnih zbivanja, hrvatska kinematografija ipak ulazi u 21. stoljeće s određenim optimizmom.

## Filmska produkcija u Hrvatskoj
Filmska umjetnost u Hrvatskoj je razvijena u skladu s razvijenošću naše privrede, UNESCO rabi tri grupe sa sljedećim podgrupama:

### Grupa 1
- Australija, Kanada, Velika Britanija i SAD godišnje proizvedu preko 500 filmova na engleskom jeziku - financiraju se uglavnom od prodaje kino-ulaznica i prodaje TV/video/DVD prava
- kontinentalna zapadna Europa proizvede oko 450 filmova godišnje na raznim jezicima - sufinancirano od države
- azijske države s hiperprodukcijom: Indija (839), Filipini (456), Hong Kong (349) i Japan (238) (podaci iz 2000. godine)

### Grupa 2
Države koje godišnje proizvedu 20 do 199 filmova:
1. Azija: Tajland (194), Kina (120), Pakistan (64), Koreja (63)
2. Latinska Amerika: Brazil (86), Argentina (47) i Meksiko (20)
3. Države istočne Europe, arapske i skandinavske države

### Grupa 3
Države s produkcijom do 20 filmova godišnje.
Hrvatska produkcija spada u treću grupu s prosječnom produkcijom od 4 filma godišnje koji su skoro svi sufinancirani od države, što proizvodi zanimljive posljedice:
- nema škarta (zanemariv je), jer se u pravilu za državni novac natječe bar desetak filmova godišnje, pa se rijetko (ili nikad) događa situacija da loš proizvod dobije sredstva
- nezavisna ili televizijska produkcija proizvodi kvalitetne nove autore, koji u nemogućnosti drugačije financirati svoje ideje, stvaraju TV filmove koji često kasnije završe u kinima

## Poveznice
- Hrvatska umjetnost
- Hrvatska književnost
- Hrvatska likovna umjetnost
- Hrvatska glazba
- Povijest hrvatskog kazališta
- Dodatak:Popis hrvatskih filmova

## Vanjske poveznice
- Hrvatski filmski savez Zapis, bilten Hrvatskog filmskog saveza. Posebni broj 2008. Ivo Škrabalo: Filmografija hrvatskih cjelovečernjih filmova (po redateljima) 1944 - 2008
- Hrvatski filmski savez Zapis, bilten Hrvatskog filmskog saveza. Posebni broj 2008. Ivo Škrabalo: Povijest hrvatskoga filma: kronološki pregled
- Umjetnička akademija u Osijeku  Arhivirana inačica izvorne stranice od 4. travnja 2016. (Wayback Machine) Gilić: Uvod u povijest hrvatskog igranog filma